# Chris Mueller (labdarúgó)
Chris Mueller (Schaumburg, 1996. augusztus 29. –) amerikai válogatott labdarúgó, a Chicago Fire csatárja.

## Pályafutása

### Klubcsapatokban
Mueller az Illinois állambeli Schaumburg városában született. Az ifjúsági pályafutását a Chicago Sockers akadémiájánál kezdte.
2018-ban mutatkozott be az Orlando City észak-amerikai első osztályban szereplő felnőtt keretében. 2022-ben a skót első osztályban érdekelt Hibernianhoz igazolt. 2022. május 5-én 4½ éves szerződést kötött a Chicago Fire együttesével. Először a 2022. május 8-ai, Atlanta United ellen 4–1-re elvesztett mérkőzés félidejében, Brian Gutiérrez cseréjeként lépett pályára. Első gólját 2022. május 19-én, a New York Red Bulls ellen idegenben 3–3-as döntetlennel zárult találkozón szerezte meg.

### A válogatottban
Mueller 2020-ban debütált az amerikai válogatottban. Először 2020. december 10-én, Salvador ellen 6–0-ás győzelemmel zárult barátságos mérkőzésen lépett pályára és egyben megszerezte első két válogatott gólját is.

## Statisztikák
2023. április 2. szerint
| Klub         | Szezon   | Osztály              | Bajnokság | Bajnokság | Kupa  | Kupa | Nemzetközi | Nemzetközi | Összesen | Összesen |
| Klub         | Szezon   | Osztály              | Meccs     | Gól       | Meccs | Gól  | Meccs      | Gól        | Meccs    | Gól      |
| ------------ | -------- | -------------------- | --------- | --------- | ----- | ---- | ---------- | ---------- | -------- | -------- |
| Orlando City | 2018     | MLS                  | 32        | 3         | 2     | 0    | —          | —          | 34       | 3        |
| Orlando City | 2019     | MLS                  | 29        | 5         | 4     | 1    | —          | —          | 33       | 6        |
| Orlando City | 2020     | MLS                  | 28        | 10        | 0     | 0    | —          | —          | 28       | 10       |
| Orlando City | 2021     | MLS                  | 30        | 3         | 0     | 0    | 1          | 0          | 31       | 3        |
| Orlando City | Összesen | Összesen             | 119       | 21        | 6     | 1    | 1          | 0          | 126      | 22       |
| Hibernian    | 2021–22  | Scottish Premiership | 11        | 0         | 4     | 1    | —          | —          | 15       | 1        |
| Chicago Fire | 2022     | MLS                  | 24        | 4         | 0     | 0    | —          | —          | 24       | 4        |
| Chicago Fire | 2023     | MLS                  | 5         | 2         | 0     | 0    | —          | —          | 5        | 2        |
| Chicago Fire | Összesen | Összesen             | 29        | 6         | 0     | 0    | 0          | 0          | 29       | 6        |
| Összesen     | Összesen | Összesen             | 159       | 27        | 10    | 2    | 1          | 0          | 170      | 29       |

### A válogatottban
| Válogatott       | Év       | Pályára lépés | Gól |
| ---------------- | -------- | ------------- | --- |
| Egyesült Államok | 2020     | 1             | 2   |
| Egyesült Államok | 2021     | 1             | 0   |
| Összesen         | Összesen | 2             | 2   |

#### Góljai a válogatottban
| # | Időpont            | Helyszín                                                    | Ellenfél | Gólok | Eredmény | Kiírás              |
| - | ------------------ | ----------------------------------------------------------- | -------- | ----- | -------- | ------------------- |
| 1 | 2020. december 10. | DRV PNK Stadion, Fort Lauderdale, Amerikai Egyesült Államok | Salvador | 2–0   | 6–0      | Barátságos mérkőzés |
| 2 | 2020. december 10. | DRV PNK Stadion, Fort Lauderdale, Amerikai Egyesült Államok | Salvador | 4–0   | 6–0      | Barátságos mérkőzés |